# موزه اورینتال

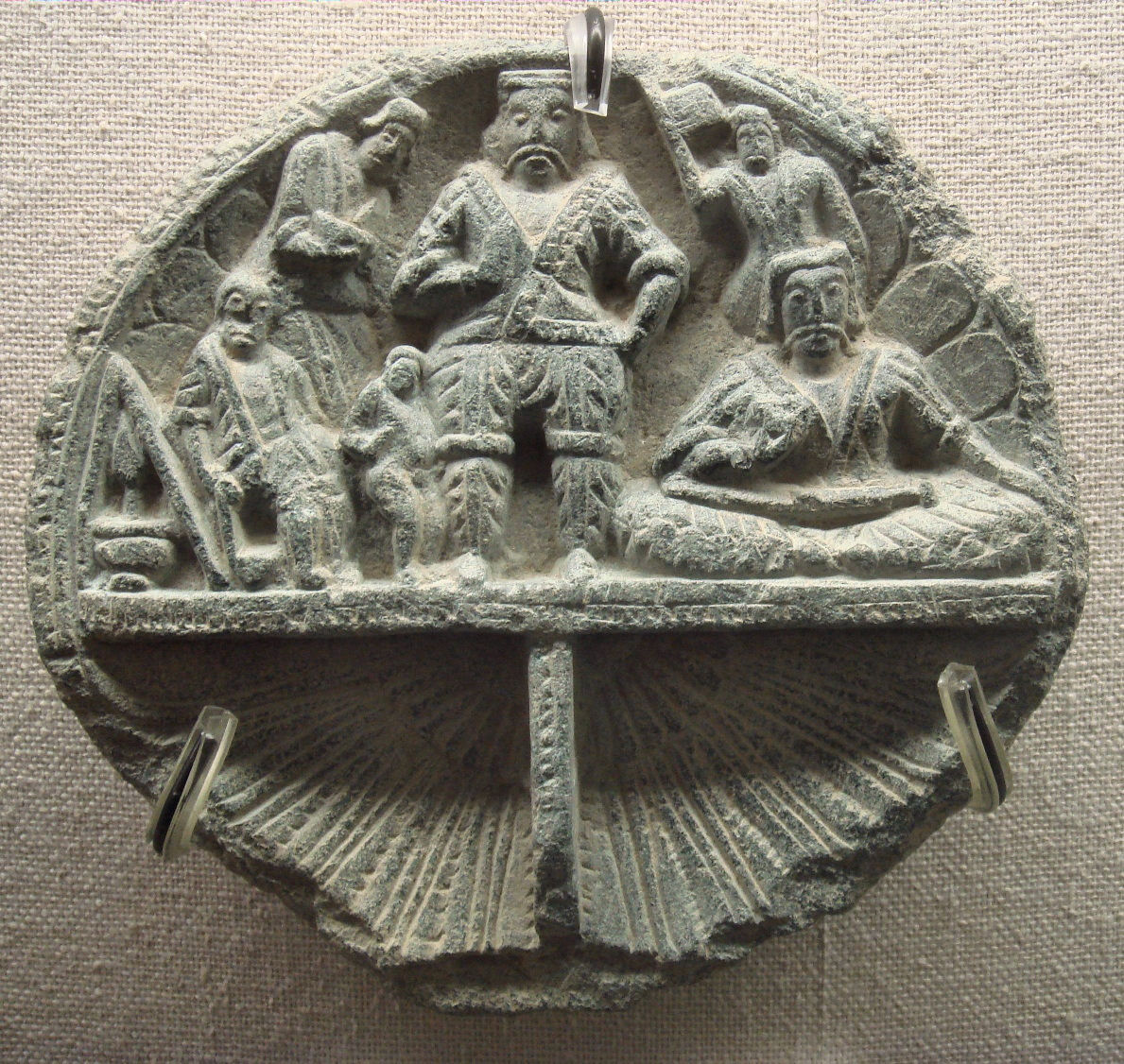
یکی از اشیاء ستگی موزه. شاه پارتی - هندی.

موزهٔ اورینتال (به ژاپنی: 古代オリエント博物館 kodai-oriento Hakubutsukan) موزهٔ کوچکی است که در محلهٔ ایکه‌بوکورو در توکیو، پایتخت ژاپن واقع شده‌است. این موزه در سال ۱۹۷۸ میلادی تأسیس شده‌است و در هفتمین طبقهٔ آسمانخراش سانشاین سیتی قرار دارد. این موزه به تاریخ و فرهنگ خاور نزدیک و آسیای میانه اختصاص دارد. ساعت کار از ساعت ۱۰ صبح تا ۵ بعدازظهر. ورودی ۵۰۰ ین است.

## دسترسی
- ایستگاه ایکه‌بوکورو ۱۰ دقیقه تا موزه پیاده راه است.

## نگارخانه

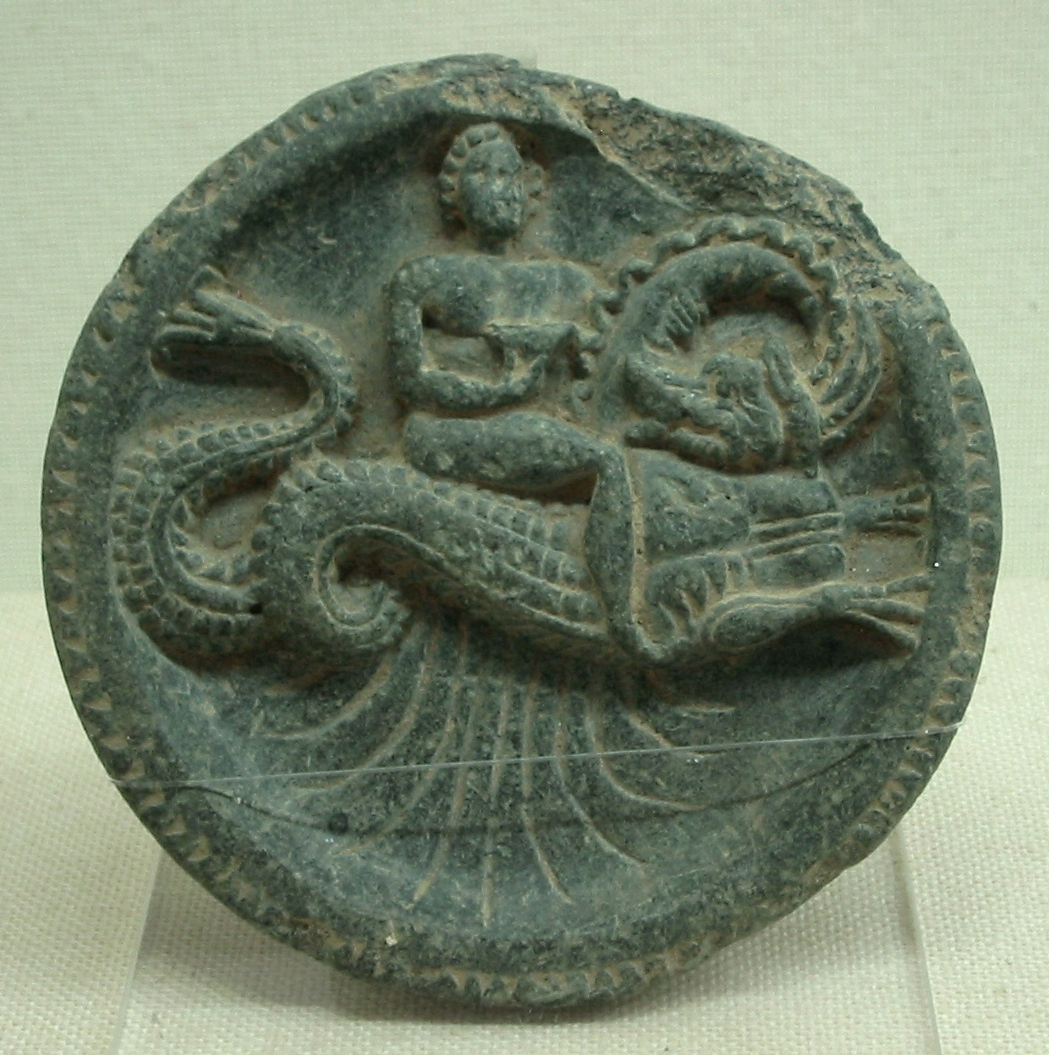
ظرف سنگی از قندهار
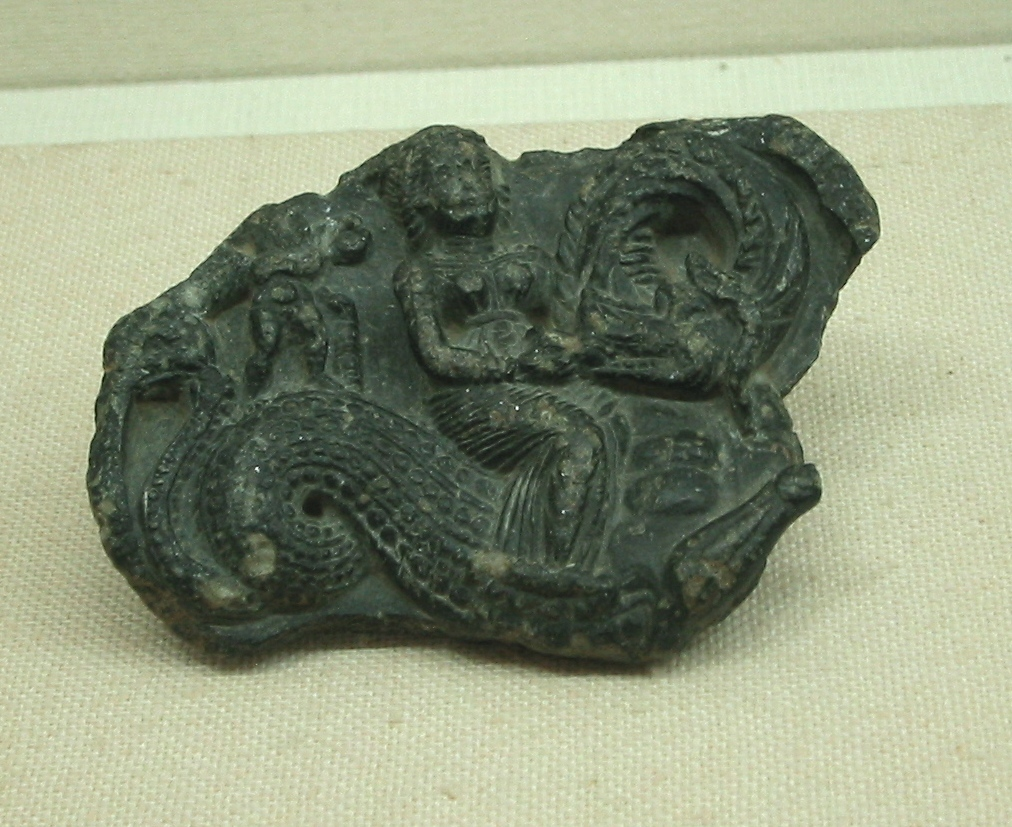
سنگ تراشیده شده، از قندهار
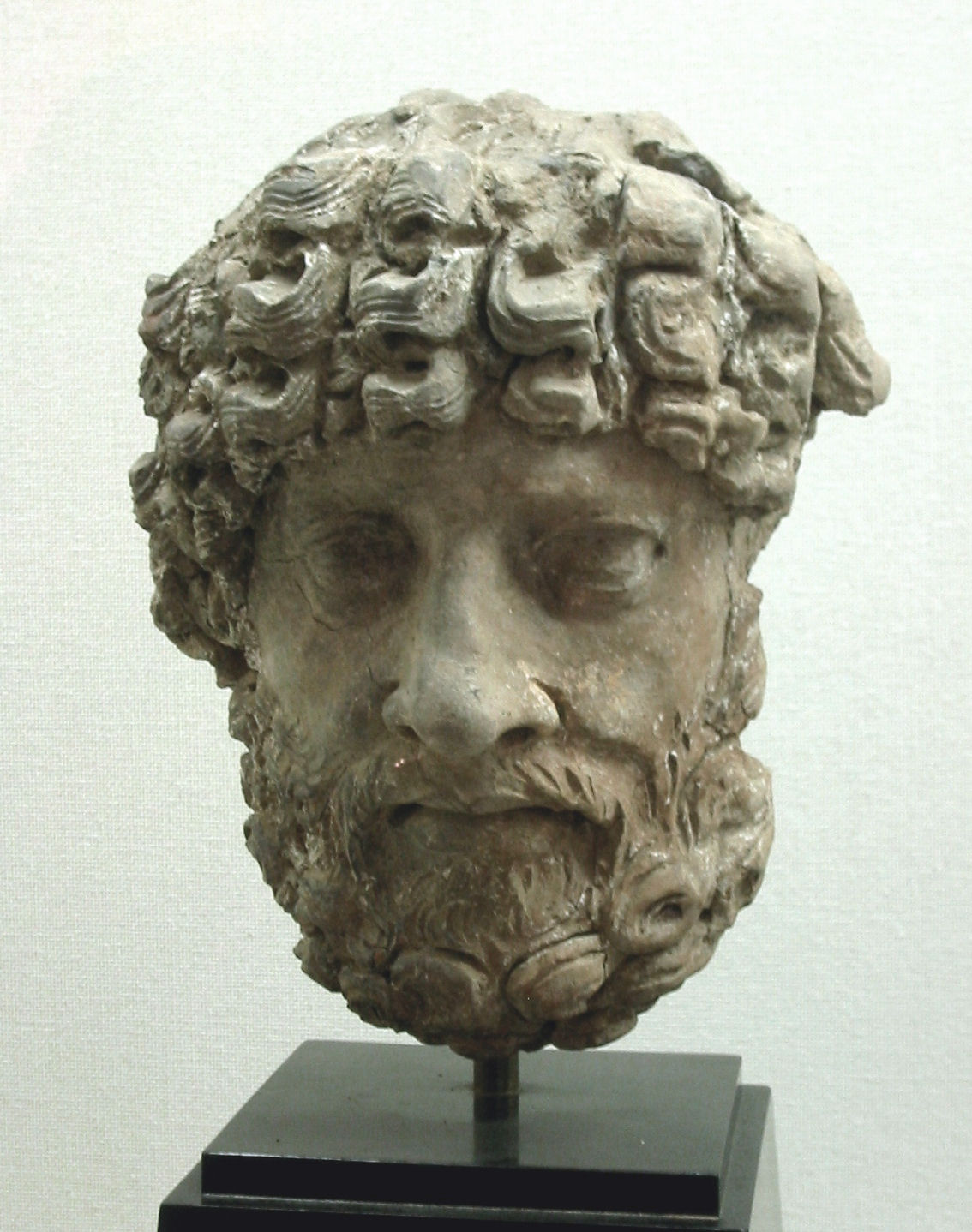
سر مجسمه‌ای از قندهار
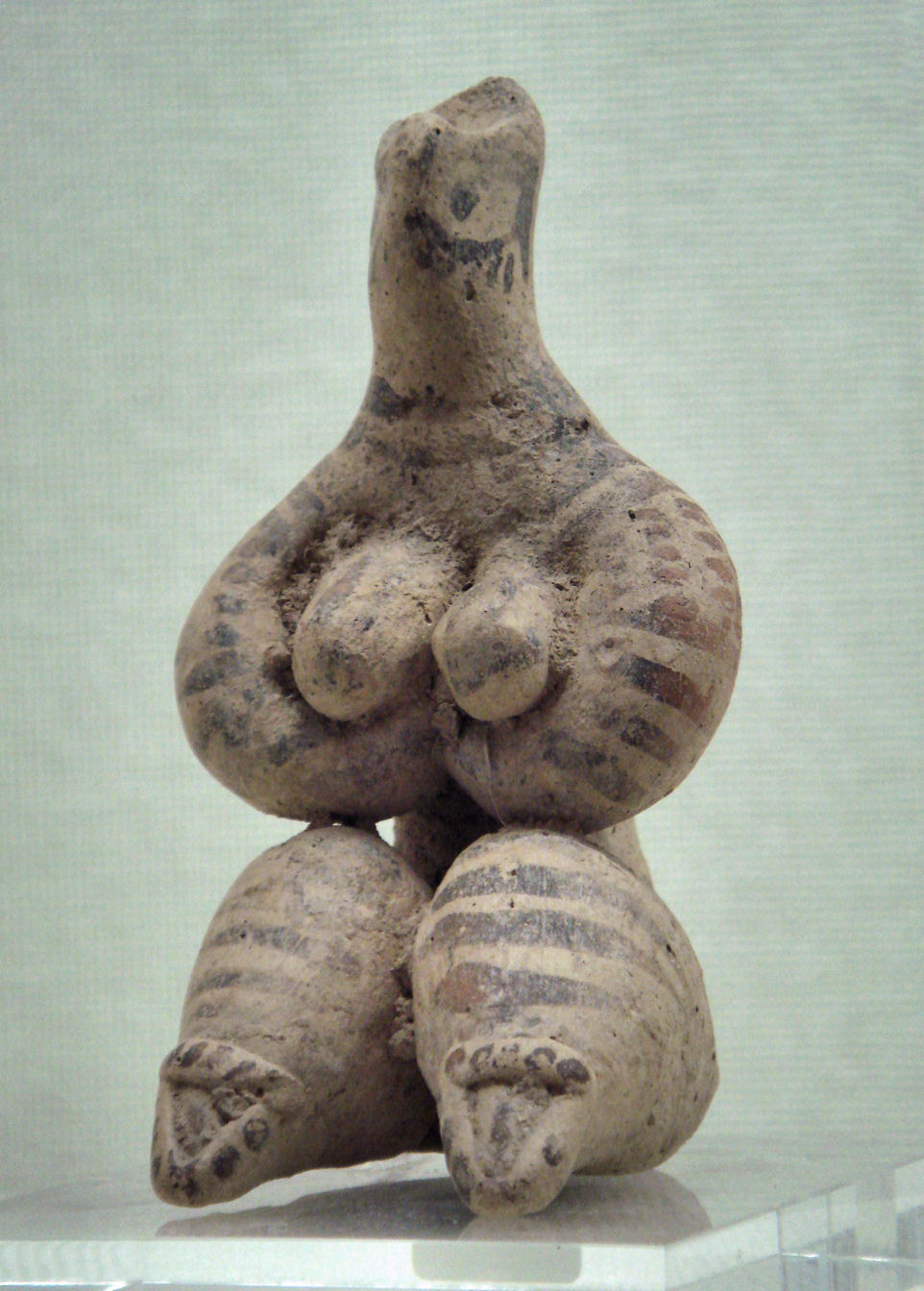
مجسمه یک بانو از سوریه